# Campylium calcareum
Campylium calcareum là một loài rêu trong họ Amblystegiaceae. Loài này được A.C. Crundwell & Nyholm mô tả khoa học đầu tiên năm 1962.